# Moussa Diagné
Cheikh Moussa Diagne (6 de març de 1994) és un jugador professional de bàsquet senegalès que ha jugat a diferents equips de la lliga ACB. És un pivot que pot ocupar la posició d'aler pivot.